# 앨프리드 히치콕의 카메오 목록
앨프리드 히치콕은 그가 감독한 영화의 대부분에 카메오로 나왔다. 다음 목록은 앨프리드 히치콕의 카메오 목록을 나열한 문서다.

## 목록
| 연도 | 제목                   | 시간 [시:분:(초)] | 위치                                                           | 출처  |
| ---- | ---------------------- | ----------------- | -------------------------------------------------------------- | ----- |
| 1929 | 협박                   | 0:10:25           | 지하철 안에서 아이와 놀던 사람                                 |       |
| 1946 | 오명                   | 1:04:44           | 파티에서 샴페인을 마시는 사람                                  |       |
| 1948 | 로프                   | 0:55:00           | 창문 밖으로 보이는 네온 사인                                   |       |
| 1954 | 다이얼 M을 돌려라      | 0:13:13           | 학교 친목회 사진때 왼쪽에 앉아있는 사람                        |       |
| 1954 | 이창                   | 0:26:12           | 피아노 연주자의 집에서 시계를 만지는 사람                      |       |
| 1955 | 나는 결백하다          | 0:10              | 캐리 그랜트가 버스를 탔을 때 왼쪽에 있던 승객                  |       |
| 1955 | 해리의 소동            | 0:22:14           | 전시장을 지나가는 행인                                         |       |
| 1958 | 현기증                 | 0:11:40           | 셔츠를 입고 트럼펫 상자를 들고 가는 행인                       |       |
| 1959 | 북북서로 진로를 돌려라 | 0:02:09           | 타이틀 시퀸스 장면에서 버스를 놓치는 사람                      |       |
| 1960 | 싸이코                 | 0:06:35           | 자넷 리가 사무실에 들어갈 때, 바깥에서 카우보이 모자를 쓴 사람 |       |
| 1963 | 새                     | 0:02              | 애완 동물 가게에서 주인공이 들어갈 때 개를 데리고 나가는 남자  | [ 1 ] |